# ديناميكا المحيط
ديناميكية المحيط تحدد وتصف حركة المياه في المحيطات. يمكن تقسيم درجة حرارة المحيطات ومجالات الحركة إلى ثلاثة طبقات منفصلة: الطبقة السطحية المختلطة، وطبقة المحيط العليا (فوق الممال الحراري) و أعماق المحيطات.
يتم دراسة ديناميكية المحيط تقليديا عن طريق أخذ عينات من كل طبقة بأدوات معينة.
الطبقة المختلطة هي الأقرب إلى السطح ويمكن أن تختلف في السُمك من 10 إلى 500 متر. هذه الطبقة لديها خصائص مثل درجة الحرارة والملوحة والأكسجين المذاب وهذه الخواص منتظمة مع العمق مما يعكس تاريخ اضطراب نشط (أصبح الجو طبقة حدود كوكبية منتظمة). إلا أنها تصبح صفرا عند قاع الطبقة المختلطة، الاضطراب يزداد ثانية تحت قاع الطبقة المختلطة بسبب عدم الاستقرار في القوى الجانبية. في خطوط العرض الغير مدارية، تكون هذه الطبقة أعمق في الشتاء كنتيجة لبرودة السطح وعواصف الشتاء وتصبح رفيعة إلى حد ما في الصيف. ديناميكية هذه الطبقة تعتمد على اختلاط الاضطراب حيث تتبادل مع الجو في الأعلى والنقل الأفقي.[بحاجة لمصدر]
تتميز طبقة المحيط العليا بدفء درجة الحرارة وبالحركة النشطة، كما تختلف في العمق من 100 متر أو أقل في المحيطات الشرقية وتتعدى 800 متر في المحيطات الغربية. تتبادل هذه الطبقة الخواص كالحرارة والمياه العذبة مع الجو لعدة سنوات. تحت الطبقة المختلطة، تُحكم طبقة المحيط العليا بالعلاقات الهيدروستاتيكية  والجيوستروفية. الاستثناءات تشمل المناطق الاستوائية العميقة والمناطق الساحلية.
تتميز طبقة أعماق المحيط بالبرودة والظلام مع سرعات ضعيفة بشكل عام (على الرغم من أن مناطق معينة من أعماق المحيط يوجد بها تيارات). تتوفر المياه لأعماق المحيط من طبقة المحيط العليا في عدة مناطق جغرافية معينة: منطقة شمال الأطلسي تحت القطب الشمالي والعديد من المناطق حول القطب الجنوبي. بسبب ضعف إمداد أعماق المحيط بالمياه فإن معدل وقت بقاء المياه في أعماق المحيط يُقاس بعدة مئات من السنوات. في هذه الطبقة العلاقات الهيدروستاتيكية والجيوستروفية فعالة ومختلطة على الرغم من كونها ضعيفة.

## المعادلات البسيطة
ديناميكية المحيط تحكمها معادلات نيوتن للحركة كما تصفها معادلات نافييه ستوكس لعنصر سائل يقع في (x,y,z) على سطح كوكبنا الدوّار والذي يتحرك بسرعات (u,v,w) نسبة إلى ذلك السطح:
- معادلة الزخم المنطقيّ:

{\displaystyle {\frac {Du}{Dt}}=-{\frac {1}{\rho }}{\frac {\partial p}{\partial x}}+fv+{\frac {1}{\rho }}{\frac {\partial \tau _{x}}{\partial z}}}
- معادلة الزخم الزوالي:

{\displaystyle {\frac {Dv}{Dt}}=-{\frac {1}{\rho }}{\frac {\partial p}{\partial y}}-fu+{\frac {1}{\rho }}{\frac {\partial \tau _{y}}{\partial z}}}
- معادلة الزخم العمودي (بافتراض أن المحيط في توازن هيدروستاتيكي):

{\displaystyle {\frac {\partial p}{\partial z}}=-\rho g}
- معادلة الاستمرارية (بافتراض أن المحيط غير قابل للانضغاط):

{\displaystyle {\frac {\partial u}{\partial x}}+{\frac {\partial v}{\partial y}}+{\frac {\partial w}{\partial z}}=0}
- معادلة درجة الحرارة:

{\displaystyle {\frac {\partial T}{\partial t}}+u{\frac {\partial T}{\partial x}}+v{\frac {\partial T}{\partial y}}+w{\frac {\partial T}{\partial z}}=Q}.
- معادلة الملوحة:

{\displaystyle {\frac {\partial S}{\partial t}}+u{\frac {\partial S}{\partial x}}+v{\frac {\partial S}{\partial y}}+w{\frac {\partial S}{\partial z}}=(E-P)S(z=0)}.
هنا "u" هي سرعة المنطقة، و"v" هي السرعة الزوالية، و"w" هو السرعة العمودية، و"p" هو الضغط، و"ρ" هي الكثافة، و"T" هي الحرارة، و"S" هي الملوحة، و"g" هو التسارع الناتج عن الجاذبية، و"τ" هو ضغط الرياح، و"f" هومعامل كوريوليس. و"Q" هي المدخلات الحرارية إلى المحيط، في حين أن "P-E" هي مدخلات المياه العذبة إلى المحيطات.